# August Winter
Pour les articles homonymes, voir Winter.
August Winter (1897 - 1979) fut un général allemand pendant la Seconde Guerre mondiale.

## Biographie
Il est né à Munich. Chef de l'état-major général de la 2e armée blindée, puis du groupe d'armées E. Général de brigade en 1943, puis chef de l'état-major général du groupe d'armées F en 1944. En décembre 1944, il devient général de division et adjoint de Jodl à l'état-major de commandement de la Wehrmacht, il est promu général de corps d’armée (troupes de montagne). Il vécut à Munich après une période d’emprisonnement et il y est décédé en 1979.